# Апопі II
Апопі II — давньоєгипетський фараон з гіксоської династії.